# تومي أرمسترونغ
تومي أرمسترونغ (بالإنجليزية: Tommy Armstrong)‏ هو سياسي أمريكي، ولد في 19 فبراير 1941 في شريفبورت في الولايات المتحدة. حزبياً، نشط في الحزب الجمهوري. وقد انتخب عضو مجلس نواب لويزيانا.